# Siergiejewo (rejon totiemski)
Siergiejewo (ros. Сергеево) – wieś w Rosji, w rejonie totiemskim obwodu wołogodzkiego. W 2010 r. liczyła 21 mieszkańców.